# Раб бажання (фільм)
«Раб бажання» (англ. Slave of Desire) — американська драма режисера Джорджа Д. Бейкера 1923 року. Фільм знято за романом Оноре де Бальзака «Шагренева шкіра». Бальзаківську новелу було екранізовано в 1909 році під назвою «Шкіра дикого віслюка», яка була більше подібна до оригінальної новели.

## У ролях
- Джордж Волш — Рафаель Валентин
- Бессі Лав — Поліна Годен
- Кармел Майерс — графиня Федора
- Герберт Прайор